# Lhota-Vlasenice
Lhota-Vlasenice je obec v okrese Pelhřimov v Kraji Vysočina. Žije zde 114 obyvatel.

## Historie
První písemná zmínka o obci pochází z roku 1549.

## Obyvatelstvo
| Rok            | 1869 | 1880 | 1890 | 1900 | 1910 | 1921 | 1930 | 1950 | 1961 | 1970 | 1980 | 1991 | 2001 | 2011 | 2021 |
| -------------- | ---- | ---- | ---- | ---- | ---- | ---- | ---- | ---- | ---- | ---- | ---- | ---- | ---- | ---- | ---- |
| Počet obyvatel | 350  | 307  | 347  | 366  | 360  | 344  | 278  | 216  | 211  | 157  | 120  | 82   | 84   | 66   | 89   |
| Počet domů     | 44   | 51   | 50   | 51   | 55   | 55   | 54   | 58   | 52   | 46   | 43   | 49   | 57   | 65   | 70   |

## Obecní správa
Obec Lhota-Vlasenice vznikla roku 1880 sloučením dvou částí, jimiž jsou Lhota a Vlasenice. Mezi lety 1880–1950 Lhota-Vlasenice byla obcí v okrese Pelhřimov (1869–1890) a později v okrese Kamenice nad Lipou. Lhota (od 1. ledna 1974 do 31. prosince 1991) a Vlasenice (od 1. července 1975 do 31. prosince 1991) patřily obě vesnice jako část města ke Kamenici nad Lipou a od 1. ledna 1992 je opět samostatnou obcí pod názvem Lhota-Vlasenice v okrese Pelhřimov.

### Části obce
- Lhota
- Vlasenice

### Obecní symboly
Znak a vlajka byly obci uděleny rozhodnutím předsedy Poslanecké sněmovny Parlamentu České republiky dne 21. června 2018.

## Pamětihodnosti
- Budova bývalé školy

## Galerie

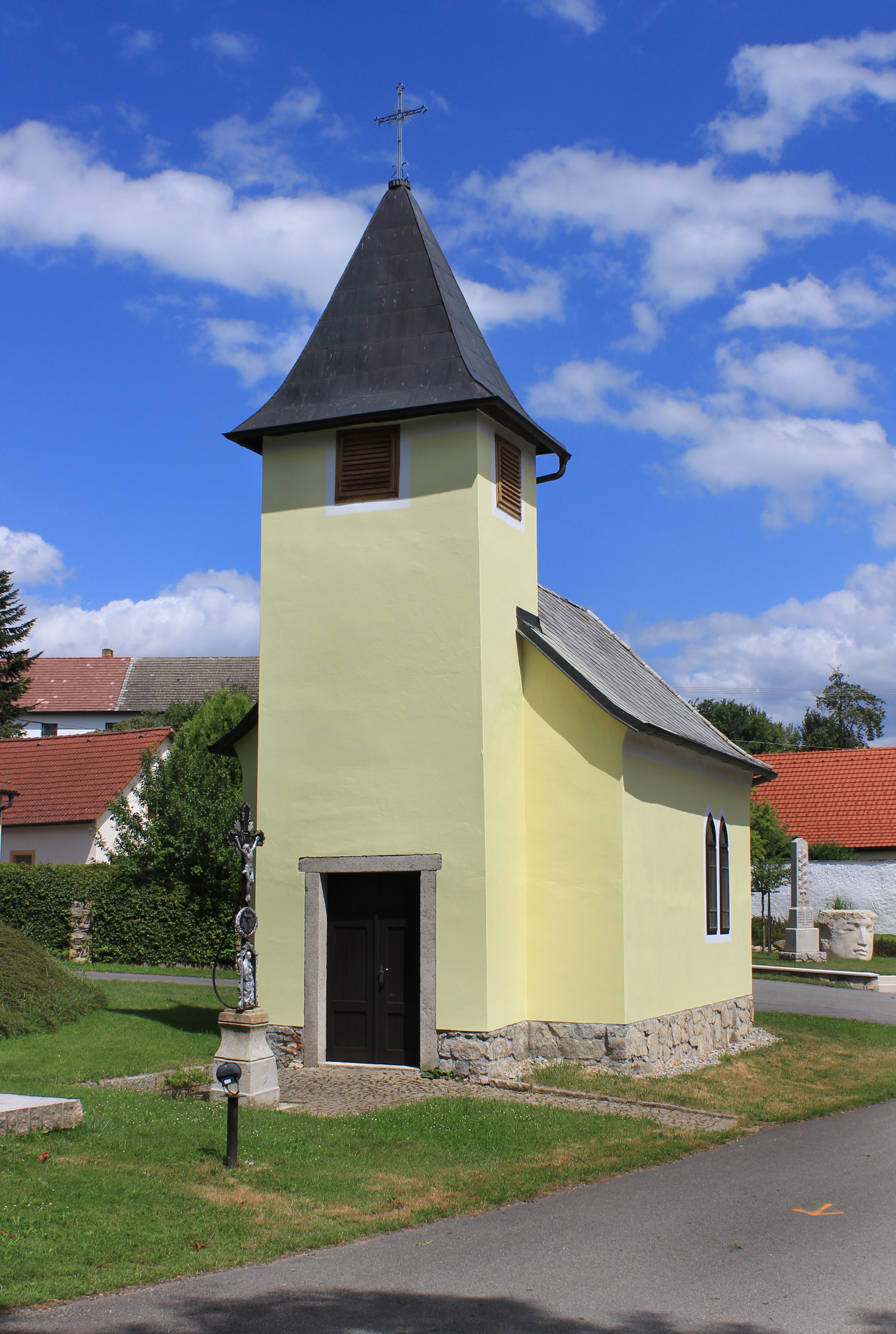
Kaple ve Vlasenici
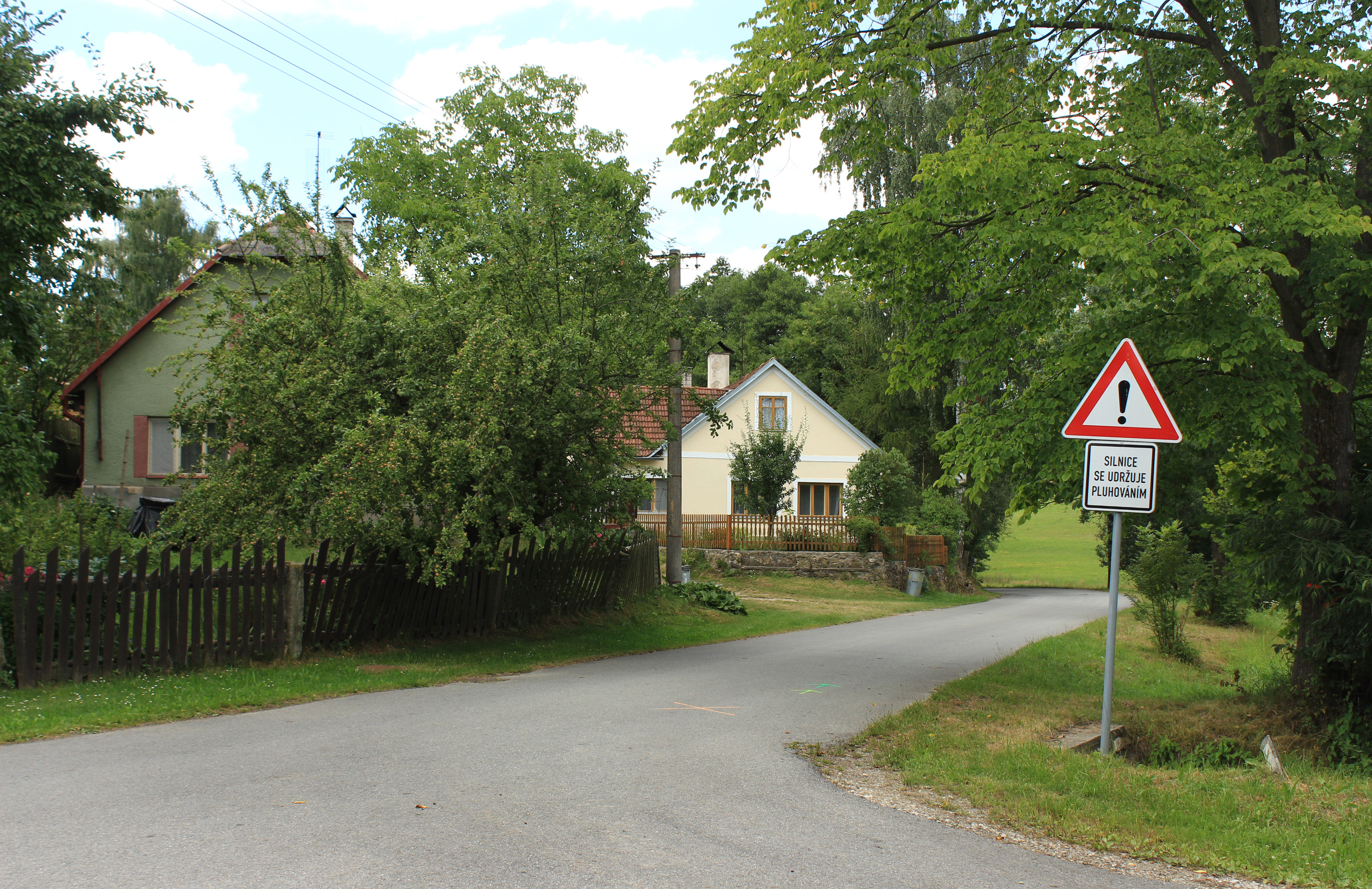
Silnice ve Lhotě směrem k Vlasenici
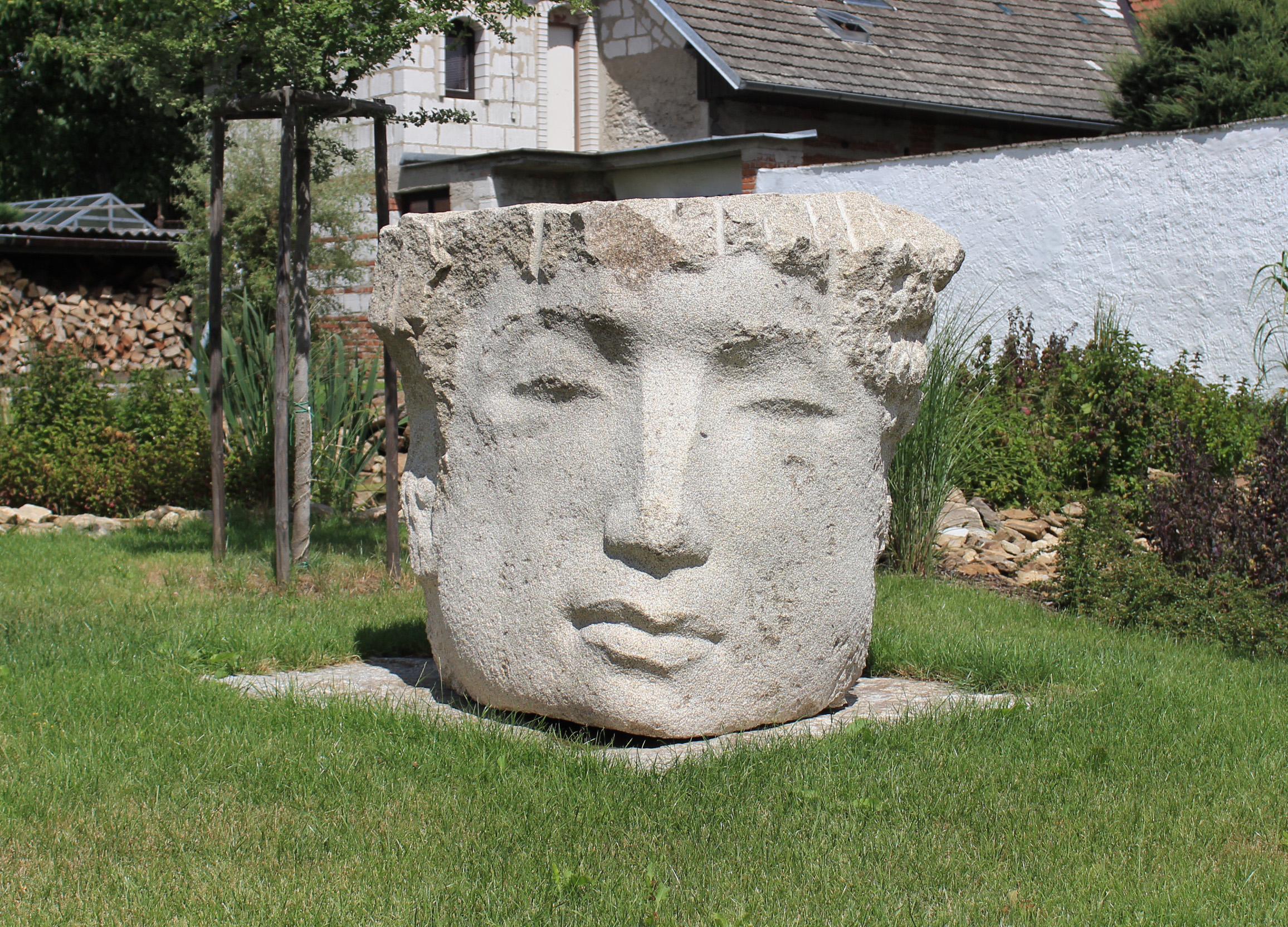
Sochy ve Vlasenici